# Relações entre Bangladesh e Índia
As relações entre Bangladesh e Índia são as relações diplomáticas estabelecidas entre a República Popular do Bangladesh e a República da Índia. Ambos são vizinhos, com uma extensão de 4.053 km na fronteira entre os dois países.
Bangladesh e Índia fazem parte do subcontinente indiano e têm tido um longo histórico cultural, econômico e político em comum. Suas culturas são semelhantes, particularmente em Bengala Ocidental e Tripura, cujo idioma é o Bengali. No entanto, desde a divisão da Índia em 1947, Bangladesh se tornou parte do Paquistão. Após a Guerra de Libertação de 1971, Bangladesh obteve a sua independência e estabeleceu relações com a Índia.